# Hans Fecher
Hans Fecher (* 5. Februar 1930 in Hanau) ist ein deutscher Ökonom.

## Leben
Fecher studierte Volkswirtschaftslehre (Diplom-Volkswirt) und wurde 1962 bei Fritz Neumark an der Wirtschafts- und Sozialwissenschaftlichen Fakultät der Universität Frankfurt am Main mit der Dissertation Probleme der Zweckbindung öffentlicher Einnahmen. Dargestellt am Beispiel der Spezialisierung von Kraftverkehrsabgaben für die öffentlichen Ausgaben im Straßenwesen zum Dr. rer. pol. promoviert. Danach habilitierte er sich und war Privatdozent an der Ludwig-Maximilians-Universität München, bis er 1968 ordentlicher Professor für Volkswirtschaftslehre, insbesondere Finanzwissenschaft an der Technischen Universität Berlin wurde. 1969 erhielt er einen Ruf auf den Lehrstuhl für Volkswirtschaftslehre mit besonderer Berücksichtigung der Finanzwissenschaft an die LMU München und war Mitglied der Geschäftsführung des dortigen Deutschen Wirtschaftswissenschaftlichen Institutes für Fremdenverkehr. Von 1973 bis 1975 war er Vorsitzender des Wirtschafts- und Sozialwissenschaftlichen Fakultätentages.

## Schriften (Auswahl)
- Probleme der Zweckbindung öffentlicher Einnahmen. Dargestellt am Beispiel der Spezialisierung von Kraftverkehrsabgaben für die öffentlichen Ausgaben im Straßenwesen (= Frankfurter wirtschafts- und sozialwissenschaftliche Studien. Heft 9). Duncker & Humblot, Berlin 1963.